# Плоскость (Доктор Кто)
«Пло́скость» (англ. Flatline) — девятая серия восьмого сезона британского научно-фантастического телесериала «Доктор Кто». Премьера серии состоялась 18 октября 2014 года на канале BBC One. Автор сценария серии — Джейми Мэтисон. Режиссёр — Дуглас Маккиннон. Главные роли исполнили Питер Капальди и Дженна Коулман.

## Сюжет
Оказавшись с Доктором порознь, Клара обнаруживает новую угрозу из другого измерения. Но как спрятаться, если даже стены не являются защитой? Люди ожидают спасения, Доктор в ловушке, а Клара сталкивается с врагом, который существует за пределами человеческого восприятия.